# 具然和
具 然和（グ・ヨンファ、英: Yeun-Hwa GU）は、大韓民国の保健学博士、純真学園大学放射線技術科学科教授である。

## 学歴
- 東京大学大学院医学系研究科放射線健康管理学教室修士課程入学[3]1989年（平成元年）4月
- 同修士課程修了、保健学修士の学位授与（医修第377号東京大学）[3]1991年（平成3年）3月
- 同博士課程入学[3]1992年（平成4年）10月
- 同博士課程修了、保健学博士の学位授与（医博第1055号東京大学）[3]1995年（平成7年）9月

## 職歴
- 東京大学医学部客員研究員[3]1992年（平成4年）3月 - 9月、1995年（平成7年）10月 - 1996年（平成8年）3月.
- ソウル保健大学（朝鮮語版）放射線科外来教授[3]1996年（平成8年）3月 - 1997年（平成9年）2月.
- カトリック大学校医学部付属医科学研究所研究員[3]1996年（平成8年）3月 - 9月.
- 保健福祉部責任研究員[3]1996年（平成8年）5月 - 1997年（平成9年）3月.
- 鈴鹿医療科学大学保健衛生学部助教授[3]1997年（平成9年）4月 - 2005年（平成17年）3月.
- 鈴鹿医療科学大学大学院保健衛生学研究科助教授[3]1998年（平成10年）4月 - 2005年（平成17年）3月.
- ソウル・カトリック大学校医学部腫瘍放射線科客員教授[3]2005年（平成17年）3月 -
- 鈴鹿医療科学大学保健衛生学部教授、同大学院保健衛生学研究科教授[3]2005年（平成17年）4月 - 2012年（平成24年）3月.
- 慶尚大学校医学部腫瘍放射線科客員教授[3]2010年（平成22年）4月 -
- 純真学園大学保健医療学部放射線技術科学科教授（国際交流委員長）[3]2012年（平成24年）3月 -

## 所属学会
- Current Traditional Medicine. Board Membership of Editor
- Clinical Microbiology and Infectious Diseases. Editor-in-Chief
- Current Analysis on Biotechnology. Editor
- Journal of Ecotoxicology and Ecobiology. Editor
- New Food Industry. Editor
- Journal of Urology and Renal Diseases. Editor

- Journal of Oriental Medicine. Editor[3]
- Journal of Radiation Research. Editor(06.7.-08-03)[3]
- 韓国電気化学がん治療学会理事[3]
- 韓国臨床老化防止学会理事[3]
- ロシア宇宙放射線化学的防護研究会共同研究員[3]
- 韓国衛生科学会学術諮問委員[3]
- 韓国超音波がん治療（HIFU）学会理事[3]
- 韓国宇宙医学会[3]
- 韓国放射線防護学会[3]
- 国際放射線増感研究会[3]
- 国際東洋医学会正規会員[3]

### 日本
- 日本医学放射線学会[3]
- 日本がん学会[3]
- 日本放射線影響学会[3]
- 日本先天異常学会[3]
- 日本薬学会[3]
- 日本東洋医学会[3]
- 日本繁殖生物学会[3]
- 日本宇宙生物学会[3]
- 日本統合医療学会[3]